# Monosexualita
Monosexualita je erotická, emocionální a/nebo sexuální přitažlivost pouze k jednomu pohlaví nebo genderu, monosexuál tedy může být buď heterosexuál nebo homosexuál.  Při diskuzích o sexuálních orientacích se tento termín častokrát používá jako protiklad bisexuality, pansexuality a jiných sexuálních orientací k více než jednomu pohlaví nebo genderu.
Kinseyho zprávy zjistily, že ve zkušenostech vedoucích k orgasmu může být 63% mužů a 87% žen označeno jako "výhradně homosexuálové" nebo "výhradně heterosexuální" a tedy i monosexuální.

## Alternativní definice
Termín monosexualita je také vzácně používán jako protiklad termínu polyamorie (která bývá častokrát zaměňována s polysexualitou), neboli životní styl, kdy osoba žije v několika milostných vztazích. Podle této definice pak monosexuální člověk je ten, který touží po sexuálních vztazích s pouze jediným partnerem a (stejně jako polyamorní lidé) může být tedy homosexuální, bisexuální i heterosexuální.